# Curved Air
Curved Air — британская рок-группа, образованная в 1970 году в Лондоне, Англия. Curved Air (согласно Allmusic) — одна из самых необычных, технически оснащённых и, вместе с тем, недооценённых в своё время групп прогрессивного рока, соединила в своём творчестве элемента хард-рока, классической музыки, психоделии, фолка и джаза. Центральными фигурами первого состава были вокалистка Соня Кристина (которой принадлежит значительная часть текстов) и скрипач-виртуоз Дэррил Уэй. Наивысшего результата в UK Singles Chart группа добилась в 1971 году с синглом «Back Street Luv» (#4).

## История группы
Истоки Curved Air берут начало в 1968 году, когда Фрэнсис Монкман через приятеля познакомился с Робертом Мартином; вскоре к ним присоединился друг последнего, Флориан Пилкингтон-Микса и трое начали репетировать, взяв за основу музыкальные идеи своих любимых исполнителей: Quicksilver Messenger Service, Savoy Brown, Джими Хендрикса и Cream.

### Sisyphys
Вскоре Монкман случайно познакомился в музыкальном магазине с Дэррилом Уэем; тот, в свою очередь, привёл в группу знакомого пианиста по имени Ник Саймон: так сформировалась группа Sisyphys, куда вошёл также бас-гитарист Роберт Мартин. Монкман вспоминал, что на Деррила и Ника большое впечатление произвели первые записи Spirit: музыка последних, по его мнению, и стала определяющим влиянием для ранних Curved Air. В те же дни были написаны песни «Young Mother» (посвящение Жаклин Кеннеди, тогда называвшееся «Young Mother in Style») и «Screw». Весь репертуар Sisyphus был оригинальным и, по воспоминаниям Монкмана, весьма интересным, однако, ни одной записи тех дней не сохранилось.

### Curved Air
Осенью 1969 года знакомая девушка из камерного оркестра «Академии Св. Мартина в Полях», где к этому времени играл Монкман, сообщила последнему о том, что Галт Макдермотт (автор музыки и продюсер мюзикла Hair) пишет продолжение и ищет аккомпанирующую группу. Тот решил, что участие в новом проекте, как минимум, «позволит исследовать возможности гитарного фузза в оркестровой аранжировке», и согласился принять участие. Именно Монкман, почитатель творчества композитора-минималиста Терри Райли (сам принимавший участие в лондонской премьере «In C», 1968), предложил изменить название группы — в честь своей любимой композиции Райли «A Rainbow in Curved Air». Одна из первых песен Монкмана, «Propositions», возникла как воплощение идеи — «соединить энергичный рок с импровизациями в духе Райли».
Соню Кристину предложил ввести в группу Марк Ханау, позже ставший менеджером Curved Air. Кристина к этому времени уже имела за плечами опыт сценической работы в театре: она исполняла роль Крисси в лондонской постановке «Hair» (в саундтрек мюзикла была включена песня «Frank Mills» в её исполнении, вскоре выпущенная синглом). Опытная исполнительница, способная легко управлять аудиторией, она имела, кроме того, широкий круг знакомых на британской прогрессив-сцене (участники Hawkwind, Pink Fairies).
1 января 1970 года Соня Кристина получила официальное приглашение присоединиться к группе; прослушав, сидя на ступеньках театра, полученную от него кассету, она пришла в восторг. У Кристины с Монкманом быстро сформировался авторский союз: в основном, она писала тексты к его композициям («Proposition», «It Happened Today», «What Happens When You Blow Yourself Up»), при этом ориентируясь на им формулировавшиеся основные идеи.
Новое, характерное звучание Curved Air, возникло мгновенно. Группа провела летом 1970 года успешные гастроли по Великобритании и подписала контракт с только что образованным лейблом Warner Bros. При этом компания оказала участникам серьёзную финансовую поддержку и за свой счёт поселила всех в огромную квартиру (Редингтон-роуд, 87 в Хэмпстеде), оформленную под океанский лайнер.

### 1971—1972
В ноябре 1970 года вышел (впервые в истории рока — на декоративном виниле) дебютный альбом группы Airconditioning. Монументальное произведение, в котором хард-рок, психоделия, джаз- и фолк-элементы были вписаны в размашитые симфо-аранжировки, поднялся в Британии до 9-го места. Сингл «It Happened Today» успеха в чартах не имел, но летом (вскоре после того, как Мартина заменил Иэн Эйр) «Back Street Luv» поднялся до #4 UK Singles Chart.
Curved Air провели в США в общей сложности три больших тура и некоторое время находились (по воспоминаниям Монкмана) на грани прорыва к большому успеху. Однако уже к началу работы над вторым альбомом в составе наметились творческие разногласия, особенно между Уэем и Линвуд (настаивавшими на ужесточении звучания) с одной стороны и Монкманом, их оппонентом, с другой.

Фрэнсиса интересовали эксперименты с тональностями, естественная гармония звука. Другой его страстью был джемминг, настоящий «космический» джемминг. Дэррил этого не понимал. Он был сверхдисциплинированным перфекционистом, стремился к точности и изысканности. Фрэнсис — полная ему противоположность — жаждал играть то, что нисходило к нему из космоса… — Оригинальный текст (англ.)Francis was fascinated with overtones and natural harmonies. His other obssession was jamming. real 'out there' cosmic rock jammimg. And that was not Darryl's thing at al. He likes things to be precise. He's very disciplined perfectionist, wants things to be as exquisite and precise as possible. Fransis is a complete opposine, he wants to play things that come from cosmos.
— Соня Кристина в интервью Cherry Red TV, 2007
После ухода Роба Мартина раскол оказался неминуем. При этом Монкман, по собственному признанию, находился на грани нервного срыва, и после непрерывных гастролей чувствовал себя «…выжженным дотла».
Second Album достиг 11-го места в UK Album Chart, но сингл «Sarah’s Concern» остался незамеченным. Огромные деньги, вложенные компанией Warner Bros. в раскрутку двух первых альбомов, сослужили группе дурную службу: пресса негативно отреагировала на чрезмерные маркетинговые усилия. Примерно в этом время заболел Флориан Пилкингтон-Микса: его некоторое время заменял Барри де Соуза, джазовый барабанщик.
Вышедший весной 1972 года альбом Phantasmagoria, основная идея которого была навеяана одноимённым стихотворением Льюиса Кэрролла, стал одним из самых необычных и амбициозных произведений прог-рока, но, как позже говорил Монкман, — и точной иллюстрацией психологического состоянии, в котором оказались участники группы.
Альбом не поднялся в Британии выше 20-го места, и первый состав Curved Air распался. Пилктингтон-Микса перешёл в ансамбль Кики Ди, Монкман занялся сессионной работой, Уэй образовал собственный состав Wolf, куда вошли гитарист Джон Этеридж (известный также по участию в Soft Machine), поющий басист Дек Мессекар (позже перешедший в Caravan) и барабанщик Иэн Мозли (позже игравший в Trace и Marillion). Этот состав выпустил два альбома: Canis Lupis, записанный Иэном Макдональдом из King Crimson, и Saturation Point, а также сингл (с тремя треками, в альбом не вошедшими: «Spring Fever», «Five in the Morning», «A Bunch of Fives»). В 1974 году в состав пришёл вокалист Джон Ходжкинсон, с которым Wolf записали свой лучший альбом Night Music.

### 1973—1977
Сохранив за собой право на название Curved Air, Кристина и басист Майк Уэджвуд, заменивший к тому времени Эйра, с новым составом (Джим Рассел — ударные; Кирби Грегори — гитара, Эдди Джобсон — скрипка, синтезаторы) выпустили весной 1973 года четвёртый альбом Air Cut, который (как отмечали многие критики) оказался бледной копией предыдущего. Записанный в том же году Love Child был отложен на полку и вышел лишь в 1990 году. Соня Кристина считала этот релиз пиратским (он был набран, в основном, из её ранних демо-плёнок). Вскоре
Джобсон заменил Брайана Ино в Roxy Music, а Уэджвуд перешёл в Caravan.
В 1974 году Соня Кристина решила начать сольную карьеру, но тут компания Chrysalis Records подала на Curved Air в суд, обвинив её в нарушении условий контракта. На помощь последней пришёл менеджер Майлз Копленд (брат ударника Стюарта Копленда) с «пакетом турне+запись». Монкман говорил:

Как бы то ни было, я рад, что мы записали «Curved Air Live», альбом не так уж плох. Но как бы хорош он ни был, всё равно, несравним с воспоминаниями о наших лучших, ранних днях… В конце 1970 года, только выходя на взлёт, мы и дали свои самые лучшие концерты. Хотя, справедливости стоит заметить, никогда никого не разочаровывали, в этом я совершенно уверен. Но продолжать было невозможно, это грозило застоем. Поэтому я снова ушёл из группы.— Фрэнсис Монкман
Распустив Wolf, Уэй и с Кристиной занялся организацией новой формации Curved Air. C Мозли при этом он сохранил контакт и сыграл в альбоме Trace 1975 года.
С басистами Филом Коном (Джоном Перри, Тони Ривзом из Greenslade), гитаристом Маком Джаксом, клавишником Питом Вудсом и ударником Стюартом Коплендом дуэт выпустил альбомы Midnight Wire и Airborne, не имевшие коммерческого успеха. После очередного коммерчески безуспешного сингла «Baby Please Don’t Go» Уэй покинул состав вновь; его заменила клавишница Алекс Ричман, которая продержалась в группе недолго. В начале 1977 года Копленд (будущий муж Кристины) отправился в The Police, сама вокалистка занялась сольной карьерой, начало которой так долго откладывала, и Curved Air объявили об окончательном распаде.

### После распада
В 2001 году Соня Кристина и продюсер/композитор Марвин Айерс (англ. Marvin Ayres) образовали дуэт MASK, в котором соединили оригинальный классицизм Curved Air с новейшими идеями эмбиента и экспериментальной электроники. В 2006 году их альбом Heavy Petal был тепло принят критикой. Деррил Уэй последние годы выступал с собственной группой Verisma (выпустившей в 2005 году альбом I Wish There Were An Angel).

### Воссоединение
В январе 2008 года Curved Air воссоединились в оригинальном составе и выступили на фестивале Isle of Wight, после чего вышли в британское турне квинтетом, вместе с Кристиной, Уэем и Пилкингтон-Миксой играли Энди Кристи (англ. Andy Christie, гитара) и Крис Харрис (англ. Chris Harris, бас-гитара). Состав дал гастроли также в Италии и на Мальте.
В 2009 году группа выступила в Японии; в августе Эдди Джобсон вышел на сцену в Чизлхертсе вместо Уэя. Последний не принимал участия и в октябрьском турне: его заменяли Пол Сакс (англ. Paul Sax, скрипка) и Роберт Нортон (англ. Robert Norton, клавишные).
17 марта 2014 года на лейбле Cherry Red Records группа выпустила новый альбом North Star, куда вошли 7 новых песен, 3 старые песни группы в новых версиях («Puppets», «Situations» и «Young Mother»), 1 переработанная вещь из сольного репертуара Сони Кристины («Colder Than A Rose In Snow») и 3 кавер-версии песен The Beatles («Across The Universe»), The Police («Spirits In The Material World») и Snow Patrol («Chasing Cars»). Это первый студийный материал группы с 1976 года. Альбом записан в составе: Соня Кристина (вокал), Флориан Пилкингтон-Микса (ударные), вернувшийся в группу в сентябре 2013 года гитарист Грэм «Кирби» Грегори, скрипач Пол Сакс, клавишник Роберт Нортон и бас-гитарист Крис Харрис.

## Дискография

### Альбомы
- Air conditioning (1970)
- Second Album (1971)
- Phantasmagoria (1972)
- Air Cut (1973)
- Live (1975)
- Midnight Wire (1975)
- Airborne (1976)
- Lovechild (1973, выпущен в 1990 году)
- Live At The BBC (1995)
- Alive, 1990 (2000)
- Reborn (2008)
- North Star (2014)
- Curved Space (2016)

### Синглы
- «It Happened Today» / «Vivaldi» / «What Happens When You Blow Yourself Up» (1971)
- «Back Street Luv» / «Everdance» (1971)
- «Sarah’s Concern» / «Phantasmagoria» (1972)
- «Desiree» / «Kids to Blame» (1976)
- «Baby Please Don’t Go» / «Broken Lady» (1976)
- «Renegade» / «We’re Only Human» (1984)